# Hoplotarache viridifera
Hoplotarache viridifera là một loài bướm đêm trong họ Noctuidae.